# Sulayman ibn Abd al-Malik
Sulaymān ibn ʿAbd al-Malik (in arabo سليمان بن عبد الملك‎?; Damasco, 674 – Damasco, 717) è stato un califfo omayyade siriano che governò dal 715 al 717.
Suo padre fu ʿAbd al-Malik ibn Marwān e fu fratello minore del suo immediato predecessore, al-Walīd I.

## Gioventù

Suddivisioni amministrative della Siria islamica. Sulayman ricoprì il ruolo di governatore del distretto militare della Palestina

Sotto il governo di suo fratello al-Walīd I, egli era stato governatore di Palestina, con capoluogo Ramla. Come buona parte degli Omayyadi, e nel quadro della politica tribale di alleanza che guidava la politica arabo-islamica dell'VIII secolo nel Vicino Oriente, a quell'epoca egli s'era alleato alle componenti yemenite (altrimenti dette kalbite). Quando Yazid ibn al-Muhallab fuggì dal carcere in cui era stato rinchiuso dal wālī di Kufa, al-Ḥajjāj ibn Yūsuf, egli si diresse da Sulaymān in Palestina. Sulaymān gli assicurò la propria protezione e lo ospitò presso di lui. Al-Ḥajjāj premette su al-Walīd perché il fratello cessasse di proteggere l'evaso e il califfo comandò a Sulaymān d'inviargli Yazīd in catene. Sulaymān in tale circostanza riuscì a garantire protezione al muhallabita che più tardi sarà da lui elevato al rango di governatore di Kufa e del Khorasan (che da Kufa dipendeva). Malgrado suo fratello mirasse a designare come proprio erede il figlio ʿAbd al-ʿAzīz, Sulaymān divenne però califfo nel febbraio del 715, senza che vi fosse alcun attrito a corte e fra i governatori nominati da al-Walīd I.

## Assunzione del califfato e sue nomine
Sulaymān, appena eletto, nominò dunque Yazid ibn al-Muhallab governatore e Ṣāliḥ ibn ʿAbd al-Raḥmān amministratore finanziario ( āmil ) a Kufa. Ṣāliḥ ebbe anche istruzioni di arrestare e giustiziare la famiglia di al-Ḥajjāj, premorto ad al-Walīd I, che era stato sempre un duro avversario di Sulaymān. La ragione era che il defunto potente wālī di Kufa era stato uno dei più importanti esponenti mudariti che, con Qutayba ibn Muslim, avevano sostenuto la successione futura del figlio di al-Walīd piuttosto che lo stesso Sulaymān.
Qutayba si allarmò grandemente dell'ascesa al califfato di Sulaymān. Dapprima inviò un suo rappresentante al califfo con missive in cui gli garantiva la sua lealtà, non diversamente da come era stato leale col precedente califfo, implorando Sulaymān di non sostituirlo dal posto di governatore del Khurasan a favore di Yazīd ibn al-Muhallab e, infine, se l'inviato avesse visto che Sulaymān era comunque favorevole a Yazīd, con la rinuncia di Qutayba all'obbligo di lealtà verso il califfo. Sulaymān spedì indietro l'inviato con la conferma del governatorato di Qutayba. Tuttavia Qutayba s'era già indotto alla ribellione ma le sue truppe rifiutarono di seguirlo e lo uccisero, inviando poi la sua testa mozzata a Sulaymān.
Sulaymān procedette quindi alla nomina di Yazīd ibn al-Muhallab a governatore del Khurasan, cosa che consentì all'amico del califfo di evitare lo stretto controllo finanziario impostogli da Ṣāliḥ ibn ʿAbd al-Raḥmān in Iraq.

## La politica califfale

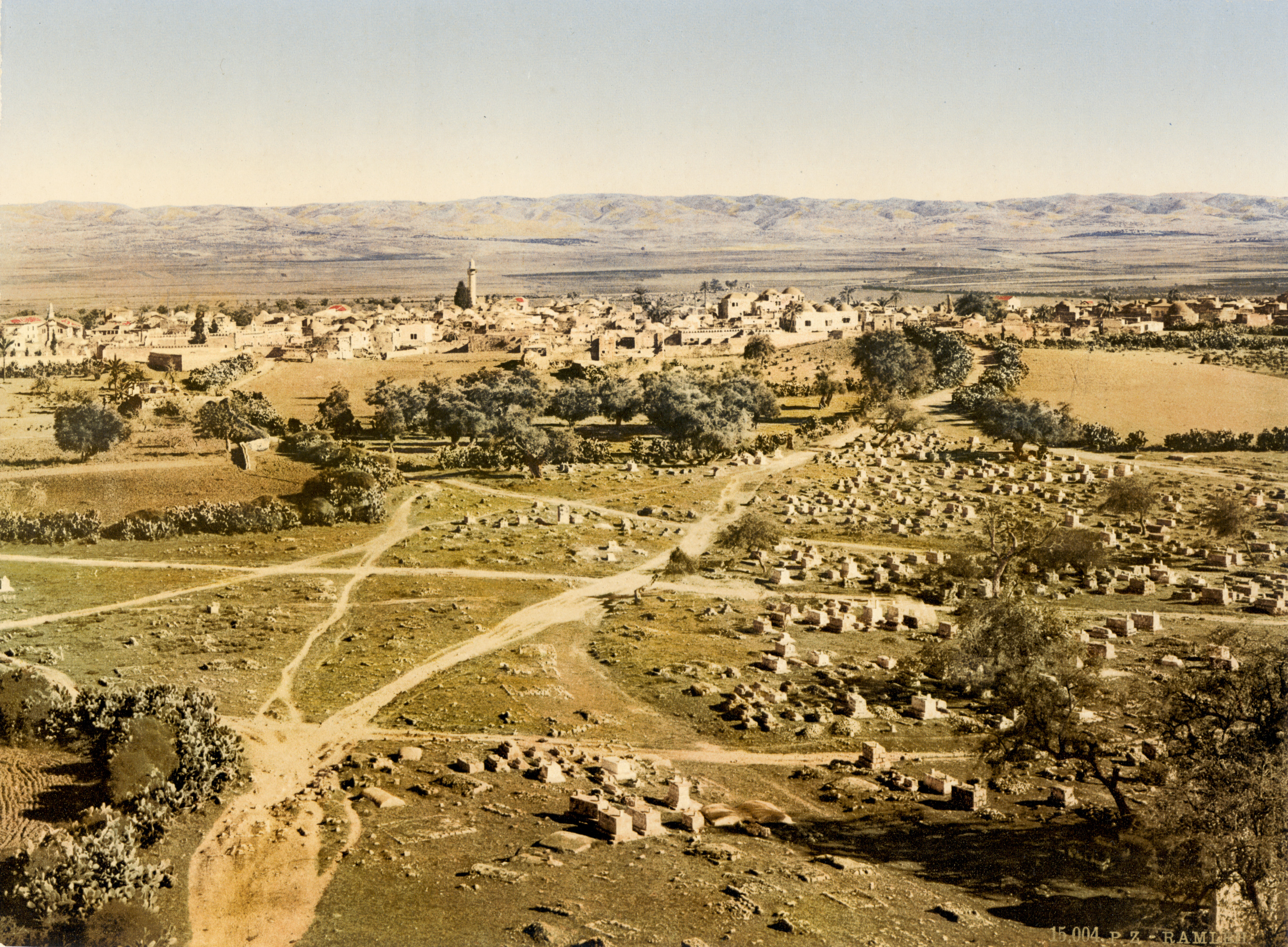
Ramla (immagine del 1895) fu fondata da Sulayman agli albori dell'VIII secolo e divenne la capitale del suo califfato

Restando strettamente alleato dell'elemento yemenita, Sulaymān non si mosse alla volta di Damasco diventando califfo, ma rimase invece a Ramla in Palestina. Il suo governatore del Khurasan, Yazīd, proseguì nella sua continua espansione verso le regioni montagne dell'Iran, quali il Tabaristan.  Sulaymān inviò anche un corposo esercito sotto il comando del fratello Maslama ibn ʿAbd al-Malik per attaccare la capitale bizantina di Costantinopoli. Ciò portò a un attacco assai impegnativo che si prolungò per tutto l'inverno. Gli eserciti del califfo avanzarono nel territorio bizantino e presero una piazzaforte controllata dall'elemento slavo. L'assedio di Costantinopoli creò problemi logistici dentro e fuori le mura assediate. Infine questa fu la causa dell'insuccesso arabo. Sulaymān si apprestava a varcare la frontiera bizantina quando, improvvisamente, morì nel 717.
Nella politica interna, a lui va attribuito il merito di aver dotato Mecca di punti di abbeverata in favore dei pellegrini e di aver curato gli aspetti religiosi del suo dominio.  Sulaymān era noto per le sue eccezionali doti oratorie e fu ricordato con simpatia dai suoi sudditi.

## Nomina del suo successore

Il Califfato omayyade e le sue province (in verde) nel 740 circa

Nel 716-7 Sulaymān nominò suo figlio Ayyūb erede al trono. Tuttavia Ayyūb morì quello stesso anno. Sulaymān considerò l'ipotesi di nominare un altro figlio che lo potesse rimpiazzare ma ricevette la notizia che non era certo che questi, che combatteva sotto le mura di Costantinopoli, fosse ancora vivo, mentre altri figli erano ancora troppo giovani. Così egli, rompendo con la tradizione, nominò suo cugino ʿUmar II ibn ʿAbd al-ʿAzīz suo successore. 

ʿUmar aveva una reputazione eccellente di uno degli uomini più pii, giusti e intelligenti della sua generazione.

## Morte
Sulaymān indossò un sontuoso abito e un turbante verde e si specchiò, commentando che gli sembrava di essere nel fiore degli anni. Una settimana più tardi era deceduto. Morì tra il 22 settembre e il 1º ottobre 717.